# Astragalus galegiformis
Astragalus galegiformis är en ärtväxtart som beskrevs av Carl von Linné. Astragalus galegiformis ingår i släktet vedlar, och familjen ärtväxter. Inga underarter finns listade i Catalogue of Life.